# ドラゴネーラ島
ドラゴネーラ島 (カタルーニャ語: Sa Dragonera, カタルーニャ語発音: [sə ðɾəɣoˈneɾə]) は、地中海のバレアレス諸島にある無人島。マヨルカ島西岸からすぐの場所にある。スペイン・バレアレス諸島州アンドラッチに属する。

## 地理

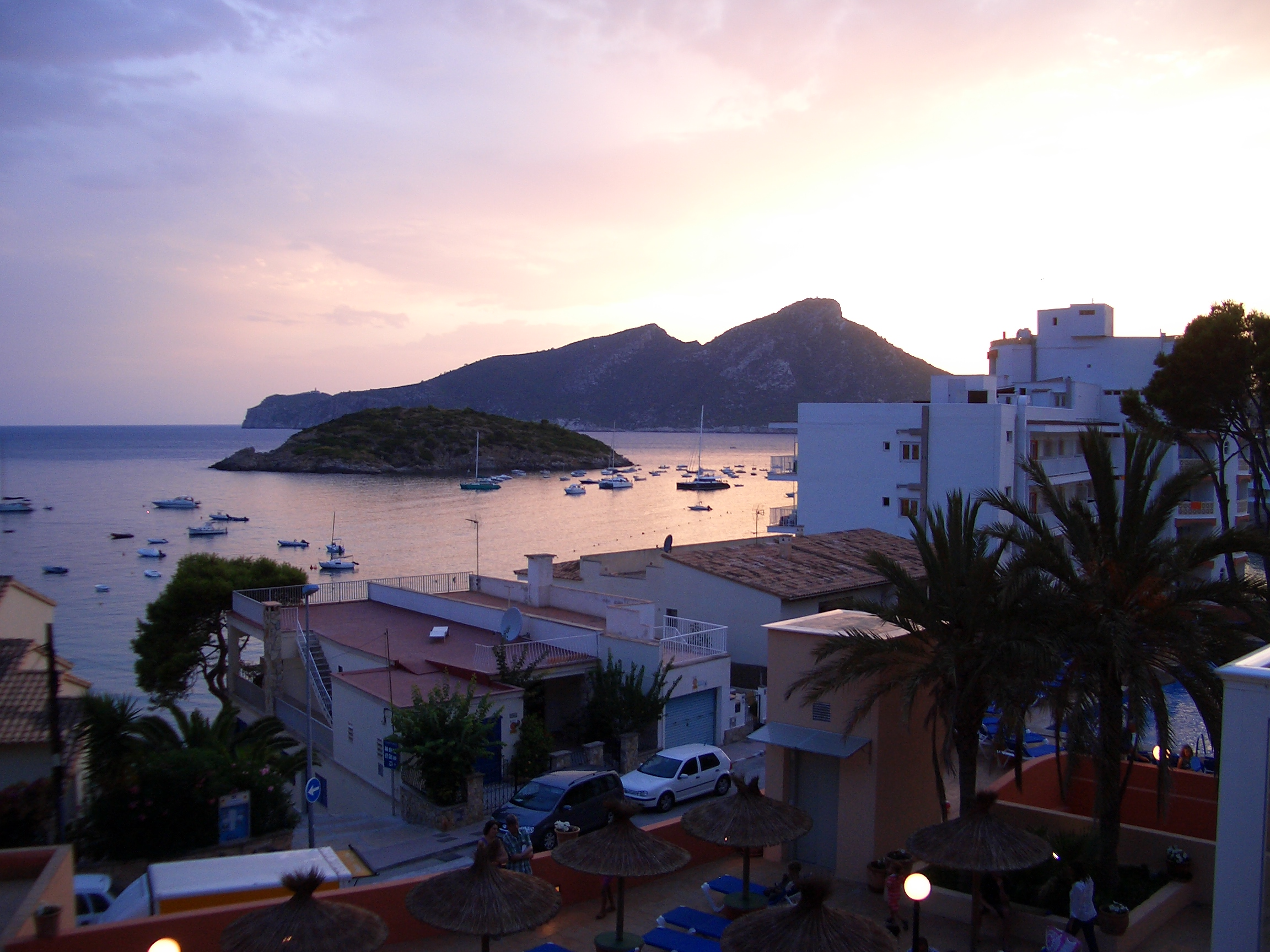
アンドラッチのサント・エルム集落から見たドラゴネーラ島（奥の大きなほうの島）

地質学的にはイベリア半島南東部から続くベティコ山系の一部が海上に露出した地形である。ベティコ山系はアンダルシア州マラガ県からバレンシア州アリカンテ県のナウ岬を経て地中海に潜り、イビサ島で再び海上に現れている。再び海面下に潜り、ドラゴネーラ島やマヨルカ島のトラムンターナ山脈として海上に現れている。ドラゴネーラ島の長さは約3,200メートル、最大幅は約500メートルである。標高360メートルのポピア峰が最高峰である。
ドラゴンに似ているとされるシルエットが名称の由来である。島内には多くのリルフォードカナヘビが生息している。リャドー海岸には小規模な自然港がある。自然公園に指定されている。自然公園の総面積は908ヘクタールであり、うち陸上は274ヘクタールである。マヨルカ島とは約800メートルの海峡で分離されている。

## 歴史

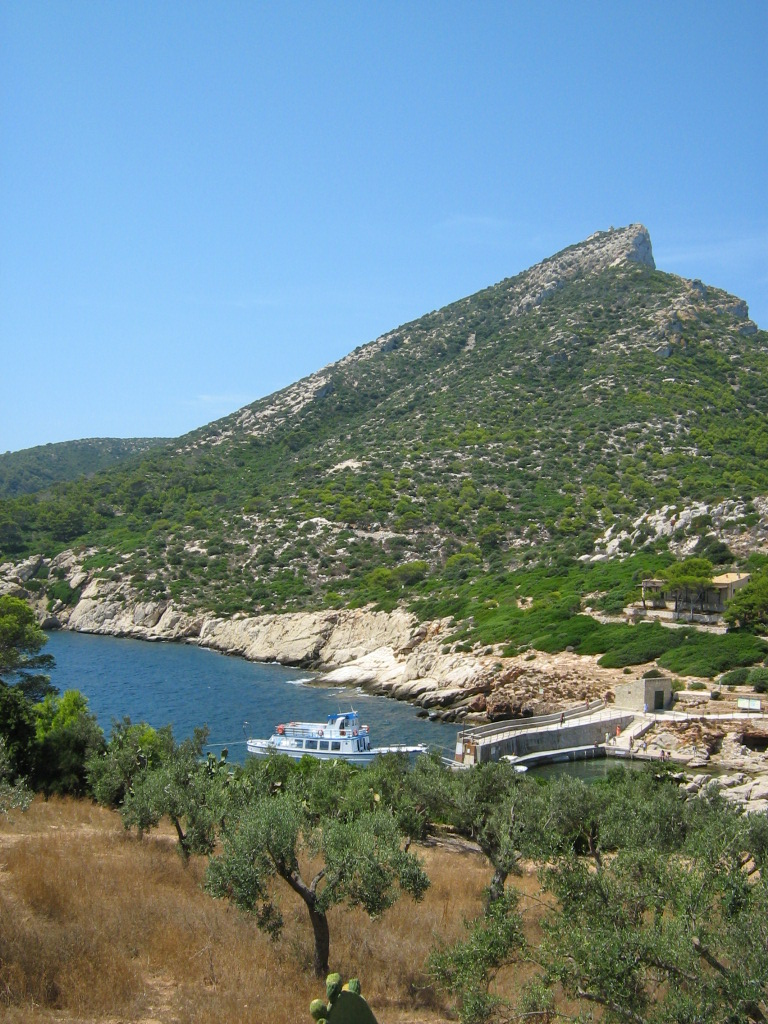
リャドー海岸と最高峰のポピア峰

アス・リャドー地区には古代ローマ時代のネクロポリス（墓地）があるものの、その他にはこの島に恒久的な集落が存在した痕跡はみあたらない。
1581年にはポピア塔が建設され、1585年にはリャベイグ塔が建設された。この地域で数多く活動していたバルバリア海賊を監視するために、18世紀にはドラゴネーラ島に2つの防御用物見櫓が建設された。1811年にはビリャロンガ家が所有者となった。1850年には物見櫓が解体され、ポピア灯台が建設された。19世紀後半にマヨルカ島に住んだオーストリア大公ルートヴィヒ・サルヴァドールは、著書『バレアレス諸島』(ドイツ語: Die Balearen)の中でドラゴネーラ島に言及している。ポピア灯台は島内の低地に建っていたが、この場所にはしばしば霧が発生した。このため、1910年には島の北側でトラムンターナ灯台が、南西側でリェベイグ灯台が稼働を開始した。
1934年にはジョアン・マルク・オルディナスがドラゴネーラ島を購入したが、1939年には再びビリャロンガ家が所有者となった。1941年、フアン・フレシャスがドラゴネーラ島を購入し、島内のアス・リャドー地区にて農業活動を始めた。20世紀中頃にはしばしば、非合法活動のために密輸業者によってドラゴネーラ島が使用された。1960年から1975年の間に灯台が自動化され、唯一残っていた灯台守とその家族もドラゴネーラ島を離れた。
1974年、パメサ社(Pamesa)が観光リゾートを開発するためにドラゴネーラ島を購入した。当初は人口1,200人-3,600人分の邸宅建設や600隻分のマリーナの建設などが行われる予定だったが、生態学者らによる激しい開発反対運動後の1984年、全国管区裁判所はこの無人島でのあらゆる建設活動を禁じた。
アガサ・クリスティ原作でガイ・ハミルトンが監督したイギリス映画『地中海殺人事件』（1982年）はドラゴネーラ島で撮影された。アドリア海にあるティラニア島（架空の島）として登場している。1987年、マヨルカ島評議会はドラゴネーラ島を購入した。1995年1月26日、バレアレス諸島州政府は近くのパンタレウ島やメディアーナ島（いずれも無人島）とともに、ドラゴネーラ島を自然公園に指定した。

## 観光

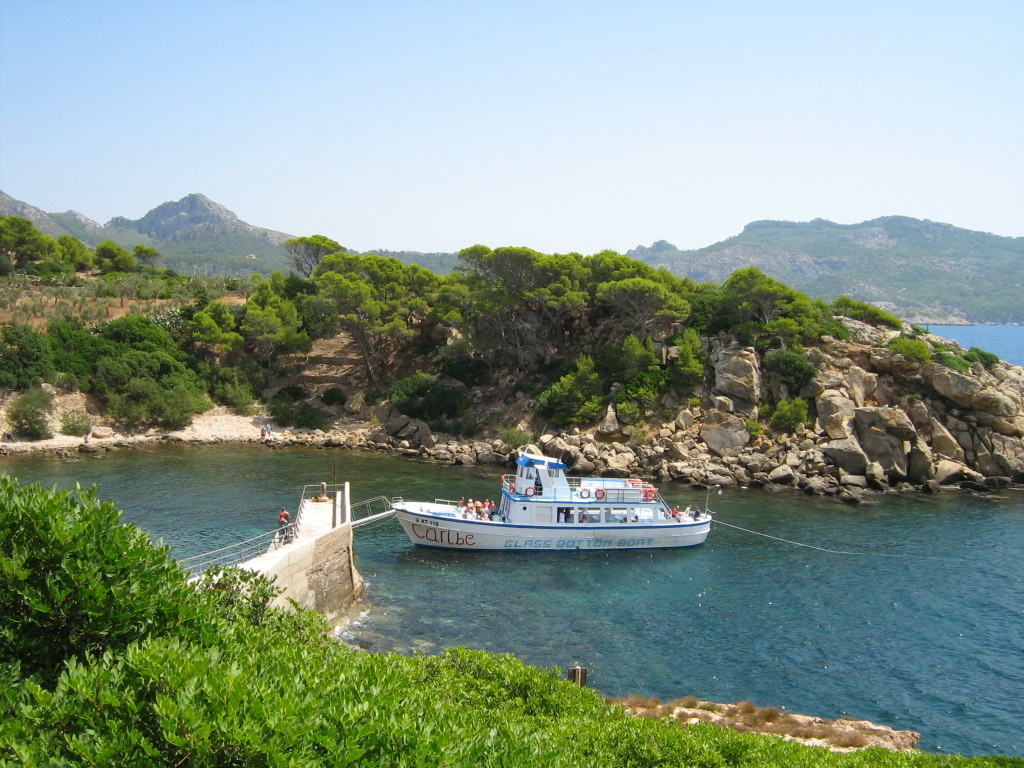
リャドー海岸から上陸する観光客

行政的にはバレアレス諸島州アンドラッチに属している。自然港がある南岸のアス・リャドー地区から、東端のトラムンターナ岬、北岸に近いポピア峰、西端のリャベイグ海岸、ナ・ミランダまで、4コースの砂利道が整備されている。マヨルカ島のアンドラッチにあるサント・エルム集落、カルビアにあるサンタ・ポンサ集落とパゲーラ集落の各港から、2社が毎日定期船を運航している。

## ギャラリー

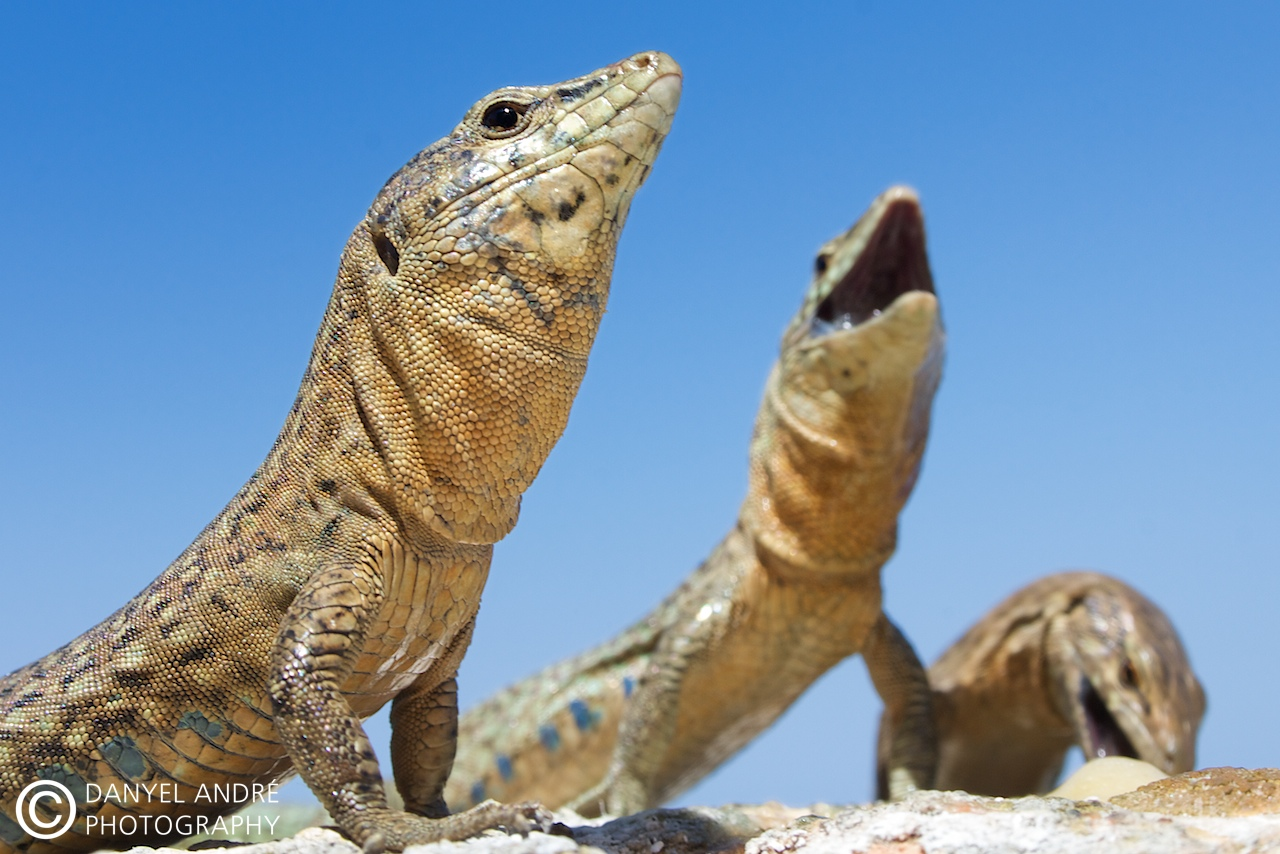
リルフォードカナヘビ
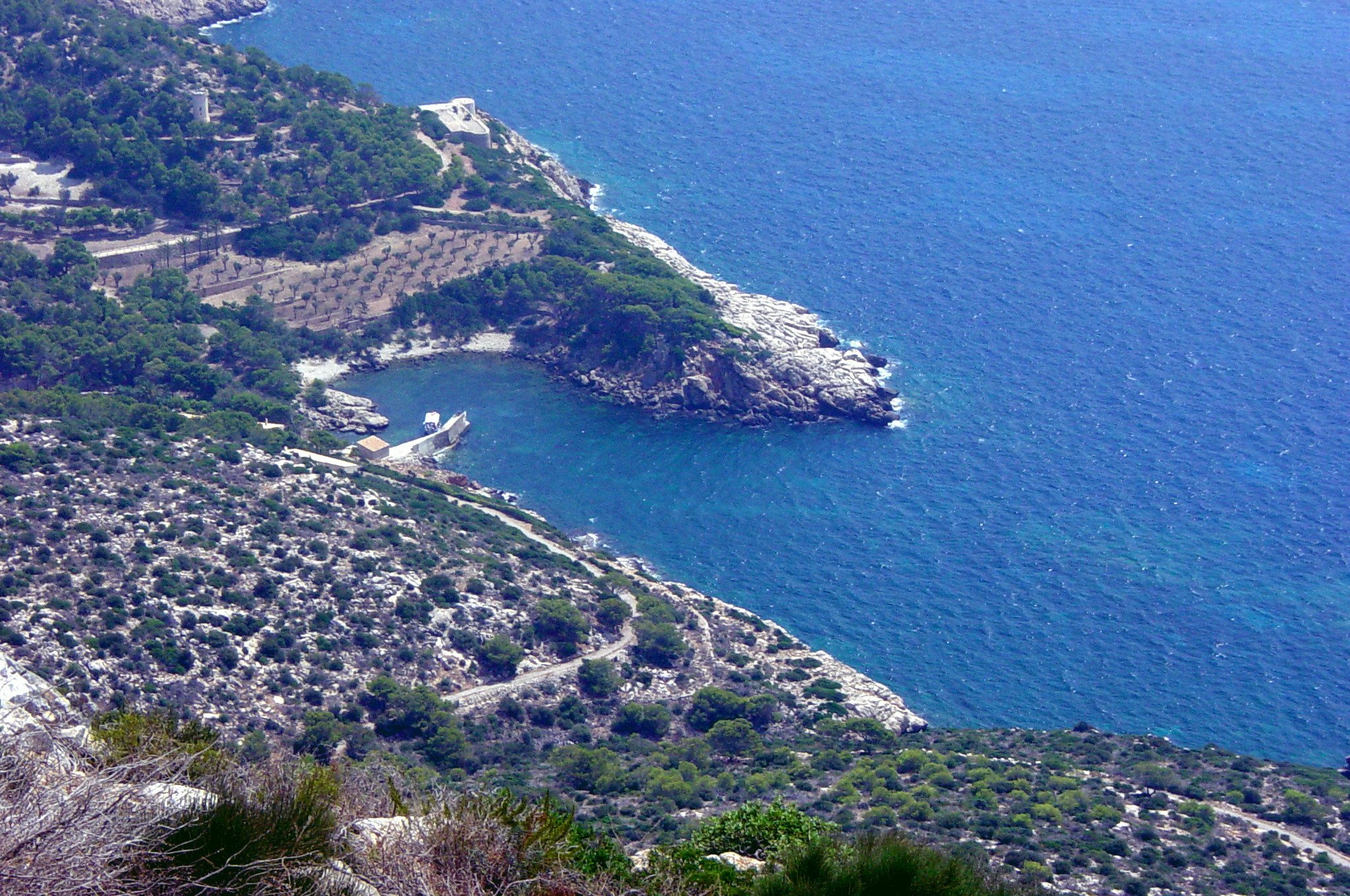
リャドー海岸の自然港
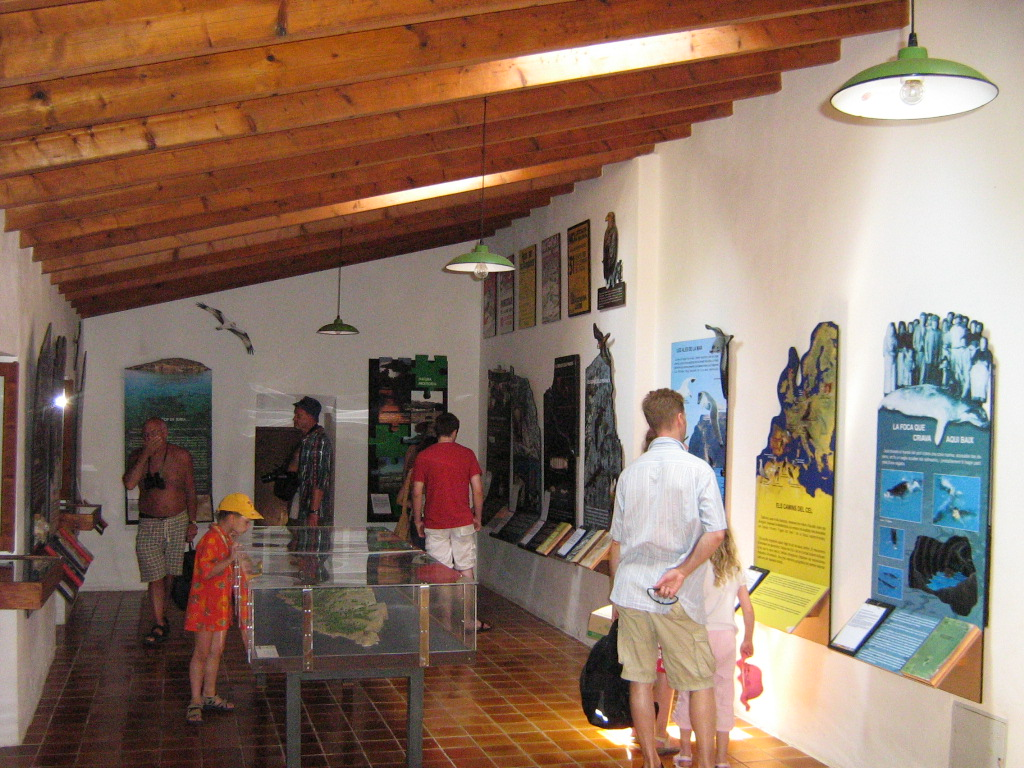
ドラゴネーラ島内の森林警備隊基地
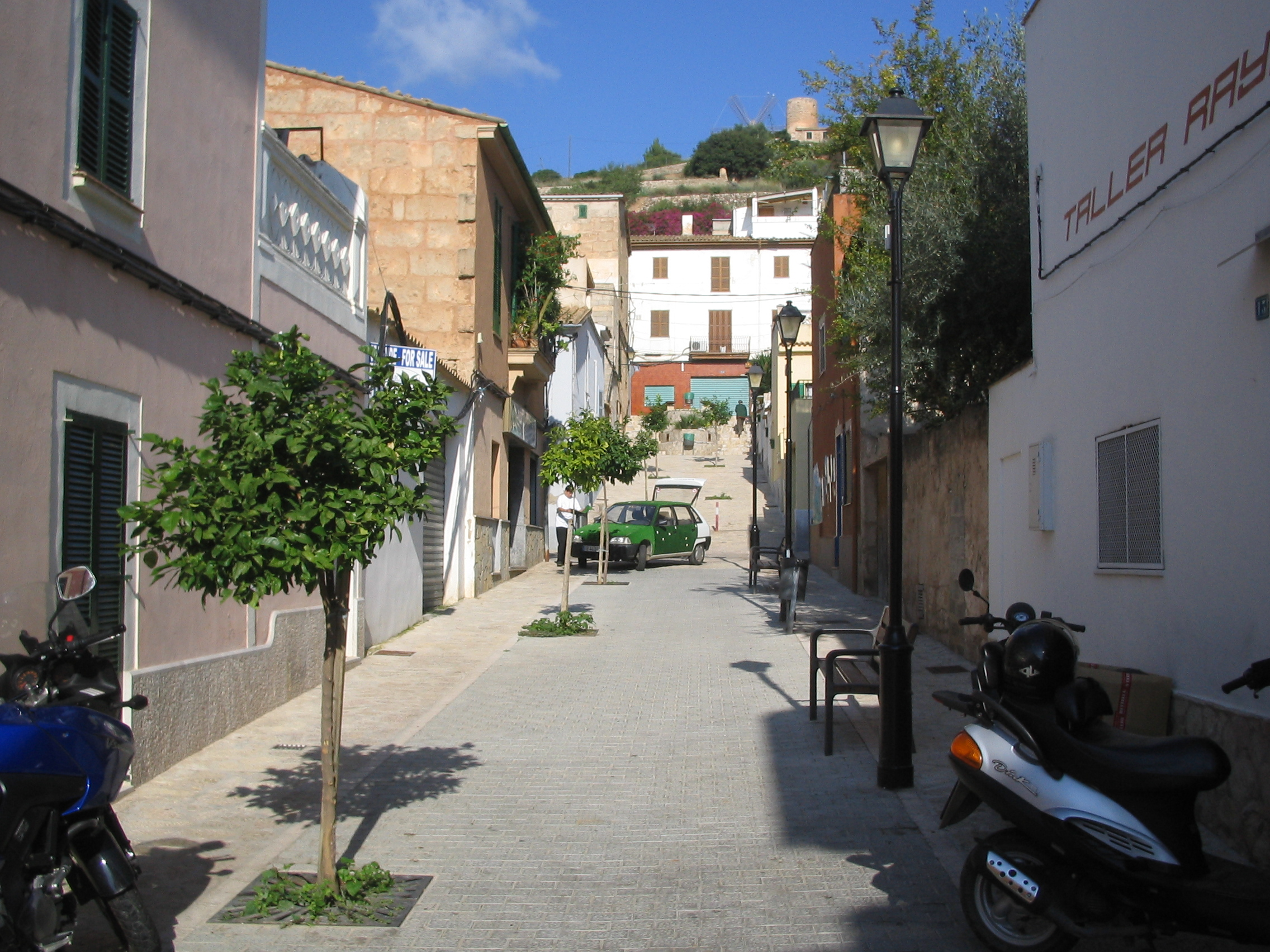
ドラゴネーラ島が行政的に属するマヨルカ島のアンドラッチ